# Jean-Marie Laclavetine
Jean-Marie Laclavetine (* 17. února 1954, Bordeaux) je francouzský lektor, spisovatel a překladatel.

## Životopis
V 16 letech vydal svůj první román, Les Emmurés, a získal za něj cenu Fénéon. Od roku 1989 patří k lektorskému týmu vydavatelství Gallimard. Překládá knihy italských autorů, (Alberto Savinio, Giuseppe Antonio Borgese, Leonardo Sciascia, Vitaliano Brancati a Alberto Moravia), do francouzštiny. Laclavetine žije v Tours.

## Dílo
- Les emmurés, Gallimard, 1981 (Prix Fénéon)
- La Maison des absences, Gallimard, 1984
- Donnafugata, Gallimard, 1987 (Prix Valery Larbaud)
- Conciliabule avec la reine, Gallimard, 1989
- En douceur, Gallimard, 1991 (Prix François Mauriac)
- Rabelais, essay, Éditions Christian Pirot, 1992 and 2000
- Gens d'à côté, Éditions Christian Pirot, 1992 (Award for the Best Book of Région Centre)
- Richard Texier, mon cousin de Lascaux, Éditions du Cygne, 1993
- Le Rouge et le Blanc, Gallimard, 1994
- Demain la veille, Gallimard, 1997
- Port-Paradis, spoluautor Philippe Chauvet, Gallimard, 1997
- Richard Texier - Les Dieux de la nuit, Le Temps qu'il fait, 1998
- Écriverons et liserons, dialogue en vingt lettres, spoluautor Jean Lahougue, Champ Vallon, 1998
- Première ligne, Gallimard, 1999 (Prix Goncourt des lycéens)
- Brenne secrète, Maison du Parc régional de la Brenne, 2000
- Le pouvoir des fleurs, Gallimard, 2002
- La Loire, Mille kilomètres de bonheur, National Geographic, 2002
- Trains de vie, Gallimard, 2003
- Matins bleus, Gallimard, 2004
- Petite éloge du présent, Folio, 2007
- Nous voilà, Gallimard, 2009 (Prix du Roman historique des Rendez-vous de l'histoire de Blois) [2]
- La martre et le léopard : carnets d'un voyage en Croatie, Gallimard, 2010
- Au pays des fainéants sublimes, Gallimard, 2011
- Paris mutuels, Éditions Labranche, 2012